# الوطنية لإنشاء وتنمية الطرق
الشركة الوطنية لإنشاء وتنمية وإدارة الطرق هي إحدى الشركات التابعة لـ«جهاز مشروعات الخدمة الوطنية للقوات المسلحة»، التابع بدوره لوزارة الدفاع المصرية. أنشئت الشركة الوطنية في 2002، وبدأت نشاطها بإنشاء طريق القاهرة - العين السخنة، الذي كان سبباً في تأسيس الشركة.

## رؤساء الشركة
- لواء / مجدي أنور محجوب.[5]
- لواء / سعيد ناصف.[6]